# Aljabjew-Gletscher
Der Aljabjew-Gletscher (russisch Ледник Алябьева Lednik Aljabjewa) ist ein Gletscher auf der Alexander-I.-Insel vor der Westküste der Antarktischen Halbinsel. Er fließt vom Gluck Peak in südlicher Richtung zum Boccherini Inlet.
Die Akademie der Wissenschaften der Sowjetunion benannte ihn 1987 nach dem russischen Komponisten Alexander Aljabjew (1787–1851).